# UCI-BMX-Racing-Weltcup 2023
Der UCI-BMX-Racing-Weltcup 2023 wurde von Juni bis Oktober des Jahres ausgetragen. Durch die Union Cycliste Internationale wurden bei neun Rennen an vier Standorten die Weltcup-Sieger im BMX-Rennsport ermittelt. Durch die hier vergebenen Weltranglistenpunkte hatten die Rennen großen Einfluss auf die Qualifikation zu den Olympischen Spielen 2024.

## Termine
Der Terminkalender wurde im Dezember 2022 veröffentlicht und sah zehn Rennen an fünf Standorten vor.
- Sakarya: 3. und 4. Juni
- Papendal: 24. und 25. Juni
- Sarrians: 23. und 24. September
- Santiago del Estero: 7. und 8. Oktober
- Santiago del Estero: 13. und 14. Oktober

Der erste der beiden Läufe in Sarrians konnte wegen starker Winde nicht stattfinden.

## Männer
| #  | Datum         | Ort                 | Erster        | Zweiter        | Dritter         |
| -- | ------------- | ------------------- | ------------- | -------------- | --------------- |
| 1  | 3. Juni       | Sakarya             | Romain Mahieu | Diego Arboleda | Joris Daudet    |
| 2  | 4. Juni       | Sakarya             | Joris Daudet  | Romain Mahieu  | Izaac Kennedy   |
| 3  | 24. Juni      | Papendal            | Romain Mahieu | Arthur Pilard  | Diego Arboleda  |
| 4  | 25. Juni      | Papendal            | Joris Daudet  | Sylvain André  | Mateo Carmona   |
| 5  | 23. September | Sarrians            | abgesagt      | abgesagt       | abgesagt        |
| 6  | 24. September | Sarrians            | Joris Daudet  | Sylvain André  | Jérémy Rencurel |
| 7  | 7. Oktober    | Santiago del Estero | Romain Mahieu | Joris Daudet   | Nicolás Torres  |
| 8  | 8. Oktober    | Santiago del Estero | Romain Mahieu | Cameron Wood   | Simon Marquart  |
| 9  | 13. Oktober   | Santiago del Estero | Cameron Wood  | Romain Mahieu  | Bodi Turner     |
| 10 | 14. Oktober   | Santiago del Estero | Romain Mahieu | Niek Kimmann   | Quillan Isidore |

Gesamtwertung
| Platz | Name           | Punkte |
| ----- | -------------- | ------ |
| 1     | Romain Mahieu  | 3543   |
| 2     | Joris Daudet   | 3094   |
| 3     | Diego Arboleda | 2159   |
| 4     | Niek Kimmann   | 1763   |
| 5     | Simon Marquart | 1589   |
| 6     | Carlos Ramírez | 1581   |

## Frauen
| #  | Datum         | Ort                 | Erste           | Zweite           | Dritte           |
| -- | ------------- | ------------------- | --------------- | ---------------- | ---------------- |
| 1  | 3. Juni       | Sakarya             | Beth Shriever   | Zoé Claessens    | Alise Willoughby |
| 2  | 4. Juni       | Sakarya             | Beth Shriever   | Alise Willoughby | Laura Smulders   |
| 3  | 24. Juni      | Papendal            | Saya Sakakibara | Laura Smulders   | Merel Smulders   |
| 4  | 25. Juni      | Papendal            | Beth Shriever   | Saya Sakakibara  | Alise Willoughby |
| 5  | 23. September | Sarrians            | abgesagt        | abgesagt         | abgesagt         |
| 6  | 24. September | Sarrians            | Saya Sakakibara | Zoé Claessens    | Merel Smulders   |
| 7  | 7. Oktober    | Santiago del Estero | Beth Shriever   | Saya Sakakibara  | Felicia Stancil  |
| 8  | 8. Oktober    | Santiago del Estero | Saya Sakakibara | Beth Shriever    | Axelle Étienne   |
| 9  | 13. Oktober   | Santiago del Estero | Saya Sakakibara | Laura Smulders   | Felicia Stancil  |
| 10 | 14. Oktober   | Santiago del Estero | Saya Sakakibara | Merel Smulders   | Alise Willoughby |

Gesamtwertung
| Platz | Name             | Punkte |
| ----- | ---------------- | ------ |
| 1     | Saya Sakakibara  | 3775   |
| 2     | Beth Shriever    | 3044   |
| 3     | Laura Smulders   | 2680   |
| 4     | Alise Willoughby | 2480   |
| 5     | Merel Smulders   | 2334   |
| 6     | Zoé Claessens    | 2035   |

## Männer U23
| #  | Datum         | Ort                 | Erster          | Zweiter         | Dritter         |
| -- | ------------- | ------------------- | --------------- | --------------- | --------------- |
| 1  | 3. Juni       | Sakarya             | Rico Bearman    | Marek Neužil    | Filib Steiner   |
| 2  | 4. Juni       | Sakarya             | Rico Bearman    | Hugo Marszalek  | Callum Russell  |
| 3  | 24. Juni      | Papendal            | Rico Bearman    | Matéo Colsenet  | Tim Goosens     |
| 4  | 25. Juni      | Papendal            | Rico Bearman    | Yuichi Masuda   | Casper Pipers   |
| 5  | 23. September | Sarrians            | abgesagt        | abgesagt        | abgesagt        |
| 6  | 24. September | Sarrians            | Kip Stauffacher | Matéo Colsenet  | Mathis Jacquet  |
| 7  | 7. Oktober    | Santiago del Estero | Thomas Maturano | Rico Bearman    | Matéo Colsenet  |
| 8  | 8. Oktober    | Santiago del Estero | Matéo Colsenet  | Thomas Maturano | Marek Neužil    |
| 9  | 13. Oktober   | Santiago del Estero | Rico Bearman    | Tim Goossens    | Thomas Maturano |
| 10 | 14. Oktober   | Santiago del Estero | Rico Bearman    | Matéo Colsenet  | Tim Goossens    |

Gesamtwertung
| Platz | Name            | Punkte |
| ----- | --------------- | ------ |
| 1     | Rico Bearman    | 1288   |
| 2     | Matéo Colsenet  | 956    |
| 3     | Thomas Maturano | 599    |
| 4     | Tim Goossens    | 583    |
| 5     | Callum Russell  | 494    |
| 6     | Casper Pipers   | 485    |

## Frauen U23
| #  | Datum         | Ort                 | Erste             | Zweite               | Dritte            |
| -- | ------------- | ------------------- | ----------------- | -------------------- | ----------------- |
| 1  | 3. Juni       | Sakarya             | Tessa Martinez    | Zoé Hapka            | Michelle Wissing  |
| 2  | 4. Juni       | Sakarya             | Tessa Martinez    | Francesca Ferreira   | Mckenzie Gayheart |
| 3  | 24. Juni      | Papendal            | Veronika Stūriška | Tessa Martinez       | Megan Williams    |
| 4  | 25. Juni      | Papendal            | Veronika Stūriška | Tessa Martinez       | Aiko Gommers      |
| 5  | 23. September | Sarrians            | abgesagt          | abgesagt             | abgesagt          |
| 6  | 24. September | Sarrians            | Michelle Wissing  | Renske van Santvoort | Aiko Gommers      |
| 7  | 7. Oktober    | Santiago del Estero | Ava Corley        | Veronika Stūriška    | Emily Hutt        |
| 8  | 8. Oktober    | Santiago del Estero | Tessa Martinez    | Isabell May          | Mckenzie Gayheart |
| 9  | 13. Oktober   | Santiago del Estero | Ava Corley        | Sharid Fayad         | Aiko Gommers      |
| 10 | 14. Oktober   | Santiago del Estero | Ava Corley        | Sharid Fayad         | Mariana Agudelo   |

Gesamtwertung
| Platz | Name              | Punkte |
| ----- | ----------------- | ------ |
| 1     | Tessa Martinez    | 976    |
| 2     | Veronika Stūriška | 862    |
| 3     | Ava Corley        | 787    |
| 4     | Michelle Wissing  | 649    |
| 5     | Sharid Fayad      | 640    |
| 6     | Emily Hutt        | 614    |